# 菊池氏細鯽
菊池氏細鯽，又稱台灣細鯽，俗名馬達卡、田溝魚、瘦魚，為輻鰭魚綱鯉形目鯝科細鯽屬的其中一個種。

## 分布
本魚僅分布於台灣北部及東部的溪流，為特有種。

## 深度
水深0－5公尺。

## 特徵
本魚體延長而側扁，下頷略突出，無鬚，口裂大。體色土黃色，背部具微黃綠色金屬光澤，體側具一條暗藍色縱帶，特徵是側線不完全且極短。鱗片大；背鰭、臀鰭及尾鰭呈淡黃色，尾鰭叉形，體長可達8公分。

## 生態
本魚為初級淡水魚，性活潑且善跳躍，喜棲息於在較緩流且水生植物茂盛的河溝、池沼或水渠中。屬雜食性，以掉落水面之昆蟲和藻類為食。

## 經濟利用
可食用，適合油炸，另可做為觀賞魚。